# Референдум в Лихтенштейне (1954)
Референдум в Лихтенштейне по лицензиям на рыбалку проходил 3 октября 1954 года. Референдум касался изменения разрешения на рыбалку для иностранцев. Избиратели могли выбрать между основным предложением инициативного комитета и встречным предложением Ландтага. Основное предложение было одобрено 61,1 % голосов.

## Контекст
Референдум проводился по народной инициативе по ограничению лицензий на рыбную ловлю для иностранцев-нерезидентов на срок от 1 до 7 дней. После сбора необходимых 600 зарегистрированных подписей, инициатива была направлена в Ландтаг в рамках Статьи № 64.2 Конституции. После того, как парламент отклонил предложение, оно было вынесено на общее голосование. Кроме этого, Ландтаг выдвинул встречное предложение о разрешении такого рода лицензий на срок до 14 дней.

## Результаты
| Выбор                               | Голоса | %    |
| ----------------------------------- | ------ | ---- |
| За предложение                      | 1 382  | 61,1 |
| За встречное предложение Ландтага   | 212    | 9,4  |
| Против                              | 669    | 29,6 |
| Недействительных/пустых бюллетеней  | 317    | -    |
| Всего                               | 2 580  | 100  |
| Зарегистрированных избирателей/Явка | 3 406  | 75,7 |
| Источник: Démocratie Directe        |        |      |